# Michael Gahler
Michael Gahler (Frankfurt, 22 april 1960) is een Duitse politicus van het CDU en Europarlementariër.

## Levensloop
Na de studies in Mainz en Dijon (van 1981 tot 1987) werd Gahler actief als advocaat. Van 1990 tot 1993 werkte hij voor de CDU op het ministerie van Buitenlandse Zaken.
Vanaf 1986 was Gahler ook actief in de gemeentepolitiek van Hattersheim. Hij werd namelijk in dat jaar verkozen tot gemeenteraadslid van deze gemeente. In 1999 kwam dit mandaat ten einde toen hij verkozen werd tot Europarlementariër.
Als Europarlementslid maakt Gahler deel uit van de Europese Volkspartij. In het Europees Parlement was hij van 2007 tot 2009 ondervoorzitter van de Commissie Buitenlandse Zaken. Tevens was hij er van 2004 tot 2009 en van 2013 tot 2014 ondervoorzitter van de  delegatie in de Paritaire Parlementaire Vergadering ACS-EU. Van 2004 tot 2009 was hij lid van de subcommissie Mensenrechten en van 2006 tot 2009 van de delegatie voor de betrekkingen met Iran.
Hij is een van de ondertekenaars van de Verklaring van Praag.